# Дальневосточная жаба
Дальневосточная жаба (лат. Bufo gargarizans) — земноводное, принадлежащее к роду жабы. Обитает в Азии. Ранее считалась подвидом серой жабы.

## Внешний вид и строение
Очень похожа на серую жабу. Отличается от неё меньшими размерами (длина тела 56—102 мм), наличием шипиков на выростах кожи и широкой полосой, идущей от околоушной железы на бок тела, разорванной в задней части на крупные пятна. Барабанная перепонка очень маленькая или покрыта кожей. Верхняя сторона тела тёмно-серая, оливково-серая или оливково-коричневатая с тремя широкими продольными полосами. Нижняя сторона тела желтоватая или сероватая, без рисунка или с мелкими пятнышками в задней части.
Признаки полового диморфизма те же, что и у серой жабы. Кроме того, спина самца часто зеленоватая или оливковая; могут присутствовать серые или коричневые пятна на спине. Самка больше самца, её задние ноги относительно короче, а голова немного шире.

## Распространение и среда обитания
Ареал включает северо-восточный, центральный и восточный Китай. На юг доходит до возвышенностей Гуанси и Юньнаня, на запад до Тибета. Встречается также во Вьетнаме (Хазянг) и на острове Мияко (Япония). Известна находка в индийском штате Аруначал-Прадеш, но она может относиться к видам Bufo tibetanus или Bufo andrewsi. Ранее к этому виду относили также популяции российского Дальнего Востока и Корейского полуострова, но позднее они были выделены в отдельный вид, Bufo sachalinensis.
Дальневосточная жаба обитает в лесах различных типов (хвойных, смешанных и лиственных), а ещё на лугах. Хотя она любит влажные места обитания, в затенённых или переувлажнённых хвойных лесах встречается редко, но населяет поймы и речные долины. Может жить в антропогенных ландшафтах: в сельской местности, а также в парках и садах больших городов в горных тундрах не встречается.

## Образ жизни
Дальневосточные жабы едят в основном насекомых, предпочитая перепончатокрылых и жуков.
Зимуют с сентября—октября по апрель—май. Могут зимовать как на суше в подземных полостях, под брёвнами и корнями деревьев, так и в водоёмах.

### Размножение
Дальневосточные жабы мечут икру в озёрах, прудах, болотах, лужах, старицах, канавах и ручьях со стоячей или полупроточной водой. Размножаются в апреле—мае, в кое-где до конца июня. Изредка пары могут образовываться по пути к водоёму. Амплексус подмышечный. Как и у серых жаб, у дальневосточных изредка бывает, что несколько самцов пытаются спариться с одной самкой, образуя клубок из жаб. Чтобы выделить половые продукты одновременно, самец и самка стимулируют друг друга тактильными и вибрационными сигналами. Икра откладывается в шнурах, которые обвиваются вокруг подводных объектов (в основном растений) на глубине до 30 см.